# الأبنية المسيحية (فريانا)
```
الأبنية المسيحية 
 هو معلم أثري 
تونسي
 مصنف من قبل 
المعهد الوطني للتراث
 يقع في 
ولاية القصرين
 في 
الجنوب الغربي التونسي
، تحديدا في مدينة 
فريانا
 تم تصنيف المعلم في يوم 
3 مارس
 
1915
.
[
1
]
[
2
]
```